# Lasioglossum selma
Lasioglossum selma là một loài Hymenoptera trong họ Halictidae. Loài này được Ebmer mô tả khoa học năm 2002.